# Giorgos Petalas
Giorgos Petalas (griechisch Γιώργος Πεταλάς, * 10. Februar 1982 in Athen) ist ein griechischer Bahn- und Straßenradrennfahrer.
Giorgos Petalas wurde im Jahr 2000 auf der Bahn griechischer Meister in der Einerverfolgung der Juniorenklasse. Auf der Straße wurde er nationaler Juniorenmeister im Einzelzeitfahren. 2008 und 2009 gewann er bei der griechischen Bahnradmeisterschaft in Athen die Mannschaftsverfolgung in der Elite-Klasse. Seit 2009 fährt Petalas für das griechische Continental Team Worldofbike.Gr.

## Erfolge
2000
- Griechischer Meister – Einerverfolgung (Junioren)
- Griechischer Meister – Einzelzeitfahren (Junioren)

2008
- Griechischer Meister – Mannschaftsverfolgung (mit Petros Gazonis, Panagiotis Keloglou und Dimitris Polydoropoulos)

2009
- Griechischer Meister – Mannschaftsverfolgung (mit Panagiotis Keloglou, Dimitris Polydoropoulos und Orestis Raptis)

## Teams
- 2009 Team Worldofbike.Gr